# Alfonsoperla flinti
Alfonsoperla flinti is een steenvlieg uit de familie Gripopterygidae. De wetenschappelijke naam van de soort is voor het eerst geldig gepubliceerd in 2007 door McLellan & Zwick.